# Бреснахан, Тимоти
Тимоти Франциск Бреснахан (англ. Timothy Francisc Bresnahan; род. 4 января 1953, Фолс-Черч, Виргиния) — американский экономист, профессор экономики Стэнфордского университета.

## Биография
Тимоти родился 4 января 1953 года.
Высшее образование получил в Хаверфордском колледже, где получил степень бакалавра по экономике (B.A.) в 1975 году. Затем получил магистерскую степень (M.A.) в Принстонском университете в 1978 году. После был удостоен докторской степени по экономике (Ph.D.) в Принстонском университете в 1980 году.
Свою преподавательскую деятельность начал в должности ассистента профессора по экономике в 1979—1986 годах, затем был ассоциированным профессором по экономике в 1986—1991 годах, профессором с 1991 года, Ландау профессором технологии и экономики с 2002 года, заведующий кафедрой экономики в 2004—2008 годах в Стэнфордском университете.
Был Марвин Бауэр научным сотрудником и приглашенным ассоциированным профессором Высшей школы делового администрирования при Гарвардской школе бизнеса в 1986—1987 годах, доцентом кафедры экономики в Стэнфордском университете в 1988—1989 годах, приглашенным сотрудником в Гуверовском институте в 1989—1990 годах, приглашённым профессором в Институте экономического анализа в 1993—1994 годах, заместителем директора, содиректором, директором Программы технологического и экономического роста в Центре занятости и роста с 1989 года, заместителем директора, содиректором, директором в Стэнфордском проекте компьютерной индустрии в 1994—1998 годах, заместителем помощника генерального прокурора и главным экономистом антимонопольного отдела министерства юстиции США в 1999—2000 годах, соредактором The RAND Journal of Economics в 1984—1998 годах, помощником реактора Journal of Industrial Economics в 1992—1997 годах, Quarterly Journal of Economics в 1986—1990 годах, The American Economic Review в 1984—1994 годах.
В настоящее время является старшим научным сотрудником с 1997 года, Гордон и Бетти Мур старшим научным сотрудником в 2000—2002 годах в Стэнфордском институте исследований экономической политики, феллоу Американской академии искусств и наук, феллоу Эконометрического общества с 1990 года, членом Американской экономической ассоциации, помощником редактора Annual Review of Economics с 2009 года.
Семья
Женат, имеет двух детей.

## Награды
За свои достижения был неоднократно награждён:
- 2002 — премия «за выдающиеся заслуги» от Стэнфордского университета;
- 2004 — вошёл в листинг Who’s Who in Economics;
- 2005—2010 — грант от Фонда Альфреда Слоуна;
- 2017 — BBVA Foundation Frontiers of Knowledge Award.